# 목소리 걸!
《목소리 걸!》(声ガール!)은 일본의 아사히방송 제작, TV 아사히 계열의 드라마이다. 2018년 4월 8일부터 6월 10일까지 매주 일요일 심야로 방송하였다.

## 스태프
- 연출 : 세타 나츠키, 소마 토시키, 타마자와 쿄헤이
- 극본 : 후키하라 코타, 호키모토 신야

## 등장 인물
- 후쿠하라 하루카 : 키쿠치 마코토
- 나카무라 유리카 : 쿠리야마 마미
- 나가오 마리야 : 이나바 렌
- 아마키 쥰 : 모리모토 코나츠
- 요시쿠라 아오이 : 오치아이 료코
- 츠루미 신고 : 오시마 유이치로
- 나카오 마사키 : 마사다 카츠토시
- 히다카 노리코 : 키쿠치 마리
- 토마츠 하루카 : 토마츠 하루카

## 방송 일자
| 화수 | 방송일         | 부제                        | 각본          | 감독            |
| ---- | -------------- | --------------------------- | ------------- | --------------- |
| 1    | 2018년 4월 8일 | 꿈은 프리큐어 성우          | 후키하라 코타 | 세타 나츠키     |
| 2    | 4월 15일       | 경멸의 폭풍에 눈물!         | 후키하라 코타 | 세타 나츠키     |
| 3    | 4월 22일       | 가야 성우의 함정            | 후키하라 코타 | 세타 나츠키     |
| 4    | 4월 30일       | 스이프리 미루어 미소녀      | 호키모토 신야 | 소마 토시키     |
| 5    | 5월 6일        | 성우×수영복으로 인기        | 호키모토 신야 | 소마 토시키     |
| 6    | 5월 13일       | 나미카와 다이스케...강림!?  | 호키모토 신야 | 타마자와 쿄헤이 |
| 7    | 5월 20일       | 토마츠 하루카 라이브로 절규 | 호키모토 신야 | 타마자와 쿄헤이 |
| 8    | 5월 27일       | 민완 여자 매니저 나타나다!  | 후키하라 코타 | 세타 나츠키     |
| 9    | 6월 3일        | 목소리 걸스 해체 위기       | 후키하라 코타 | 세타 나츠키     |
| 10   | 6월 10일       | 프리큐어에 도전             | 후키하라 코타 | 세타 나츠키     |

| 아사히 방송·TV 아사히 드라마 L | 아사히 방송·TV 아사히 드라마 L | 아사히 방송·TV 아사히 드라마 L |
| 이전 작품                      | 작품명                         | 다음 작품                      |
| ------------------------------ | ------------------------------ | ------------------------------ |
| -                              | 목소리 걸! (2018.4.8 - 6.10)   | 행복한 색의 원룸 (2018.7.8 - ) |